# Juprelle
Juprelle (valonă Djouprele) este o comună francofonă din regiunea Valonia din Belgia. Comuna este formată din localitățile Juprelle, Fexhe-Slins, Lantin, Paifve, Slins, Villers-Saint-Siméon, Voroux-lez-Liers și Wihogne. Suprafața totală a comunei este de 35,36 km². La 1 ianuarie 2008 comuna avea o populație totală de 8.619 locuitori. 